# 黄興公園駅
座標: 北緯31度17分51秒 東経121度31分43秒 / 北緯31.29750度 東経121.52861度
黄興公園駅（こうこうこうえんえき）は上海市楊浦区に位置する上海地下鉄8号線の駅である。

## 駅構造
- 相対式ホーム2面2線を有する地下駅。ホームドア設置駅。

## 駅周辺
- 黄興公園

## 歴史
- 2007年12月29日 - 開業。

## 隣の駅
■上海地下鉄8号線
翔殷路駅 - 黄興公園駅 - 延吉中路駅